# 新選組 (1958年の映画)
『新選組』（しんせんぐみ）は、1958年（昭和33年)　7月13日公開の日本映画である。東映製作・配給。監督は佐々木康、主演は片岡千恵蔵。カラー、東映スコープ、94分、映倫ナンバー:10749。

## スタッフ
- 製作：大川博
- 監督：佐々木康
- 企画：辻野公晴、玉木潤一郎
- 脚本：高岩肇
- 撮影：三木滋人
- 照明：山根秀一
- 録音：佐々木稔郎
- 音楽：万城目正
- 美術：鈴木孝俊
- 編集：宮本信太郎
- 和楽：望月太明吉
- 剱舞指導：安部秀風
- 舞踏振付：井上八千代
- 進行主任：橋本慶一
- 現像：東洋現像所
- 装置：加藤貞雄
- 背景：木下清輝
- 装飾：秋田実
- 記録：小島淑子
- 衣裳：三上剛
- 美粧：林政信
- 結髪：櫻井文子
- スチール：江崎洋
- 擬斗：足立伶二郎
- 助監督：大西秀明
- 撮影助手・計測：鷲尾元也
- 照明助手：上田耕太郎
- 録音助手：鳴坂武美
- 美術助手：大門恒夫
- 編集助手：細谷修三
- 色彩：川上晃
- 演技事務：雄山益造
- 進行：日下部五朗

## キャスト
- 近藤勇：片岡千恵蔵

- 関兵庫：月形龍之介
- 会津の染五郎：里見浩太郎 (里見浩太朗)
- 福原越後：柳永二郎
- 土方歳三：山形勲

- 梅松：千原しのぶ
- お春：桜町弘子
- 雛菊：高島淳子
- 駒野：長谷川裕見子

- 山崎丞：原健策
- 吉田稔麿：加賀邦男
- 古高俊太郎：河野秋武
- 松平容保：二代目市川小太夫
- 甚助：堺駿二

- 沖田総司：片岡栄二郎
- 池田屋惣兵衛：上田吉二郎  (東宝)
- 藤堂平助：徳大寺伸
- 松田重助：小柴幹治
- 横川勝之助：清川荘司
- 宮部鼎蔵：阿部九洲男

- 平吉：杉狂児
- 乃美織江：瀬川路三郎
- 谷三十郎：上代悠司
- 桂小五郎：沢田清
- 将軍家茂：石井一雄
- 三太：星十郎

- 益田左衛門介：堀正夫
- 久坂玄瑞：尾上華丈
- 杉山松助：藤木錦之助
- 来島又兵衛：立松晃
- 原田左之助：仁礼功太郎
- 永倉新八：津村礼司
- 斎藤一：加藤浩
- 井上源三郎：月形哲之介
- 松原忠司：小田部通麿
- 御倉伊勢武：百々木直
- 荒木田左馬之助：小金井修
- 仲居さと：常磐光世
- 北條佶麿：大城泰
- 塚口雄之進：楠本健二
- 久保寺十蔵：時田一男
- 米村謙太郎：小田眞士
- 石川静馬：原京市
- 佐伯：世羅豊
- 杉作：大沢幸浩
- 弥助：長島隆一
- 勘兵衛：水野浩
- 倉庫番の老人：長田健

- 鞍馬天狗：東千代之介
- 月形半平太：大友柳太朗

## 同時上映
- 『殿さま弥次喜多 怪談道中』

## ネット配信
- YouTube「東映時代劇YouTube」の開設1周年企画「新選組映画特集」の一環として、2022年11月15日16:00（JST）から同年11月23日（JST）まで期間限定無料配信が行われた。
  - 当初は11月12日 - 11月20日の予定であったが、配信当日の11月12日に、本編終盤15分程度が視聴出来ない不具合がおきたため、急遽配信を中止、11月15日から改めて配信を行った。